# Ободівський краєзнавчий музей
Ободівський краєзнавчий музей, як науково-просвітницьку установу, створено у 1959 році у с. Ободівка за ініціативою ветеранів Бесарабської комуни, однієї із перших на Поділлі сільськогосподарських комун, яка існувала у селі впродовж 1924—1934 років. До 1994 року музей носив назву «Музей історії комуни ім. Г. Котовського».
  Музейний фонд нараховує  більше  6000 предметів, з них 3200 належить до Державної частини Музейного фонду України.
Робота Ободівського краєзнавчого музею має історико - художній напрямок, мета якого пізнання історії та культури рідного краю.  Експозиція, яка  розміщена у 11 залах, розповідає про історію села з ХVІ століття до сьогодення, знайомить з життєвим та творчим шляхом видатних земляків. Історія розкривається через використання джерельно-документованої та предметної бази і представляє соціально-економічний розвиток регіону з висвітленням впливу політичних подій на долю сіл, які до 1959 року входили до Ободівського району  та про села, які нині у складі  Ободівської громади.
  Також у експозиції музею представлено етапи героїчної боротьби українського народу за самовизначення і творення власної держави, ідеали свободи, соборності та державності.      
  Головною метою роботи є залучення до музею молодого покоління. Тому існує постійна комунікація із школами у питанні проведення народознавчих та краєзнавчих уроків, вивченні народних свят та обрядів.
Зацікавленість відвідувачів музею викликає історія родини та палацо-паркового ансамблю Собанських, збудованого на початку ХІХ століття; події національно – визвольного характеру у середині ХVII століття та з 1917 по 1924 роки;  масові репресії місцевим НКВС у 30-их роках ХХ століття; голодомори у селі; історія  гетто, у якому з 1941 по 1944 роки загинуло 11 тис. людей, соціально-економічний розвиток Ободівки після Другої  світової війни.
  Окрема експозиція присвячена нинішній російсько-українській війні.
  В експозиції також розміщено інформацію про  відомого у  світі земляка – художника Олексу Харлампійовича Новаківського.
  Працівники Ободівського краєзнавчого музею розробили туристичний маршрут та проводять екскурсії історичними місцями Ободівки.